# Luqman
Luqman oder Lôkman (arabisch لقمان, DMG Luqmān), auch Lokman der Weise (Luqman al-Hakim), war eine sagenumwobene Gestalt des arabischen Heidentums. Im Koran trägt die 31. Sure Luqmans Namen.

## Luqman in vorislamischer Zeit
In vorkoranischer Überlieferung erscheint Luqman als „der Langlebige“ (al-Muʿammar). Als ihm ein langes Leben angeboten wird, wählt Luqman die Lebensdauer von sieben Geiern. Er zieht sie nacheinander auf und lebt so 560 Jahre (7 × 80 Jahre). Sein letzter Geier heißt Lubad. Als dieser die Flügel sinken lässt, ermuntert ihn Luqman vergebens zum Fliegen. Lubad stirbt und mit ihm Luqman.
In Tabaris Universalgeschichte (Taʾrīch al-rusul wa-ʾl-mulûk wa-ʾl-chulafāʾ) gehört Luqman zum Volk des Propheten Hūd. Er gehört einer Gesandtschaft nach Mekka an, die dort Regen für ihr sündiges und von Dürre heimgesuchtes Volk erfleht. Die Gesandtschaft vergisst dieses Anliegen aber aufgrund der Gastfreundschaft der Mekkaner. Daraufhin wird ihr Volk vom Verderben in Gestalt einer schwarzen Wolke heimgesucht.

## Luqman im Koran
Im Koran trägt eine Sure den Namen Luqmans. Dort tritt Luqman als weiser Spruchdichter auf, der Ermahnungen an seinen Sohn richtet:

„Und wir haben doch (seinerzeit) dem Luqman die Weisheit gegeben (indem wir ihn aufforderten): Sei Gott dankbar! Wenn einer Gott dankbar ist, ist er es zu seinem eigenen Vorteil. Und wenn einer (ihm) undankbar ist (tut das Gott keinen Abbruch). Gott ist auf keinen angewiesen und des Lobes würdig. Und (damals) als Luqman mahnend zu seinem Sohn sagte "Mein Sohn! Geselle (dem einen) Gott nicht (andere Götter) bei! (Ihm andere Götter) beigesellen ist ein gewaltiger Frevel.“

Einige der Ermahnungen Luqmans gehörten zu Mohammeds Zeiten bereits zum Gemeingut der Spruchdichtung. Ein Beispiel dafür ist folgender Koranvers, der in Hunderten von Fassungen verbreitet war

„Und wenn (alles), was es auf der Erde an Bäumen gibt, Schreibrohre wären, und das Meer (Tinte und), nachdem es erschöpft ist, sieben (weitere) Meere als Nachschub erhielte (damit die Worte Gottes alle niedergeschrieben werden können), würden die Worte Gottes nicht zu Ende gehen. Gott ist mächtig und weise.“

Ein weiteres Beispiel ist der Koranvers:

„Schreite gelassen einher und dämpfe deine Stimme! Die gräßlichste Stimme haben doch die Esel.“

Dieser Vers findet seinen Vorläufer in der sogenannten Ahikar-Erzählung:

„Mein Sohn, senke dein Haupt, dämpfe deine Stimme und sieh nach unten! Denn würde das Haus durch laute Stimme erbaut, so erbaute der Esel zwei Häuser an einem Tag.“

Die islamische Tafsīr-Wissenschaft identifizierte Luqman aufgrund der Bedeutungsgleichheit beider Namen mit dem biblischen Bileam (Numeri 23–24 ).

## Luqman in spätorientalischer Dichtung
Einige Jahrhunderte nach Mohammed wird von Luqman als Fabeldichter berichtet. Er erscheint als Zimmermann, Hirte, Schneider, als missgestalteter Sklave und auch als ägyptischer, nubischer oder äthiopischer Sklave. Diese im späten Mittelalter auftauchenden Fabeln sind allesamt dem griechischen Fabeldichter Äsop zuzuschreiben, dessen Geschichten ins Arabische übertragen wurden.
Auch im West-östlichen Divan von Goethe tritt Luqman auf:

„Was brachte Lokman nicht hervor,

Den man den Garst’gen hieß!

Die Süßigkeit liegt nicht im Rohr,

Der Zucker, der ist süß.“